# Korn (musikalbum)
Korn är metalbandet Korns debutalbum, utgivet 1994. Albumet är ett av gruppens mest populära och har sålts i miljontals exemplar världen över.
Liksom resten av deras album är även det här väldigt personligt. Jonathan Davis sjunger i låten "Faget" om hur han blev mobbad i skolan. Daddy tror många att handlar om att hans pappa våldtog honom, men detta är fel. Enligt honom själv i en intervju så var det en bekant som gjorde det, men när han berättade det så trodde ingen på honom. Daddy har ett gömt spår som inte har någonting med låten att göra utan är bara en inspelning de hittade i ett övergivet hus. Skivan innehåller även en av Korns populäraste låtar, nämligen "Shoots and Ladders" som även är deras första låt med Jonathans säckpipa. Helmet in the Bush handlar om Jonathan's tid som sprutnarkoman.

## Låtlista
1. "Blind" - 4:19
2. "Ball Tongue" - 4:29
3. "Need To" - 4:01
4. "Clown" - 4:37
5. "Divine" - 2:51
6. "Faget" - 5:49
7. "Shoots and Ladders" - 5:22
8. "Predictable" - 4:32
9. "Fake" - 4:51
10. "Lies" - 3:22
11. "Helmet in the Bush" - 4:02
12. "Daddy" - 17:31 (slutar efter 9:35, varpå ett gömt spår tar vid efter 14:05)